# Rana kukunoris
Ếch nâu cao nguyên hoặc ếch gỗ cao nguyên (Rana kukunoris) là một loài ếch trong họ Ếch nhái, đặc hữu của vùng cao nguyên phía tây Trung Quốc (tây bắc Tứ Xuyên, đông Thanh Hải, Cam Túc và rất đông bắc Tây Tạng). Trước đây nó đã được bao gồm trong Rana chensinensis nhưng bây giờ nó được coi là một loài hợp lệ. Đây là một loài ếch phổ biến trong các môi trường sống thích hợp bao gồm đồng cỏ núi cao, đầm lầy và đồng cỏ. Nó ngủ đông trong suối. Nó không được IUCN coi là một loài bị đe dọa.